# Бічер-Сіті (Іллінойс)
Бічер-Сіті (англ. Beecher City) — селище (англ. village) в США, в окрузі Еффінґгем штату Іллінойс. Населення — 428 осіб (2020).

## Географія
Бічер-Сіті розташований за координатами 39°11′12″ пн. ш. 88°47′15″ зх. д. / 39.18667° пн. ш. 88.78750° зх. д. (39.186651, -88.787562).  За даними Бюро перепису населення США в 2010 році селище мало площу 2,34 км², уся площа — суходіл.

## Демографія
Згідно з переписом 2010 року, у селищі мешкали 463 особи в 183 домогосподарствах у складі 124 родин. Густота населення становила 198 осіб/км².  Було 215 помешкань (92/км²).
Расовий склад населення:
| - 98,7 % — білих |

До двох чи більше рас належало 1,3 %. Частка іспаномовних становила 0,9 % від усіх жителів.
За віковим діапазоном населення розподілялося таким чином: 29,4 % — особи молодші 18 років, 54,4 % — особи у віці 18—64 років, 16,2 % — особи у віці 65 років та старші. Медіана віку мешканця становила 30,9 року. На 100 осіб жіночої статі у селищі припадало 100,4 чоловіків;  на 100 жінок у віці від 18 років та старших — 87,9 чоловіків також старших 18 років.
Середній дохід на одне домашнє господарство  становив 40 977 доларів США (медіана — 35 938), а середній дохід на одну сім'ю — 48 587 доларів (медіана — 36 607). Медіана доходів становила 29 821 долар для чоловіків та 28 393 долари для жінок. За межею бідності перебувало 17,8 % осіб, у тому числі 16,4 % дітей у віці до 18 років та 19,7 % осіб у віці 65 років та старших.
Цивільне працевлаштоване населення становило 191 осіб. Основні галузі зайнятості: роздрібна торгівля — 18,8 %, виробництво — 18,3 %, будівництво — 12,0 %, освіта, охорона здоров'я та соціальна допомога — 11,5 %.